# Federación de Estudiantes Universitarios de Honduras
La Federación de Estudiantes Universitarios de Honduras (FEUH) es una organización estudiantil de la Universidad Nacional Autónoma de Honduras. Fundada el 25 de julio de 1925, en donde convergieron estudiantes de las facultades de Derecho, Medicina e Ingeniería.
Inspirados en el Grito de Córdoba, la FEUH surge con el objetivo de alcanzar la democratización de la universidad, impulsando la autonomía universitaria y la participación de los estudiantes en la elección de las autoridades universitarias. El 15 de octubre de 1957, mediante el Decreto n.º 170 emitido por la Junta Militar, se aprueba la Ley Orgánica de la Universidad Nacional de Honduras, otorgando oficialmente la autonomía a la entonces denominada Universidad de Honduras.
A comienzos de la década del 2000, por diversos motivos, la FEUH cayó en un período de ingobernabilidad, lo que provocó la interrupción del proceso electoral estudiantil durante 18 años. No fue sino hasta el año 2022 que se lograron retomar las elecciones estudiantiles. Actualmente, la FEUH es presidida por el estudiante Andy Jair Moncada, quien asumió la presidencia para el período 2024-2026.